# Komarna vas

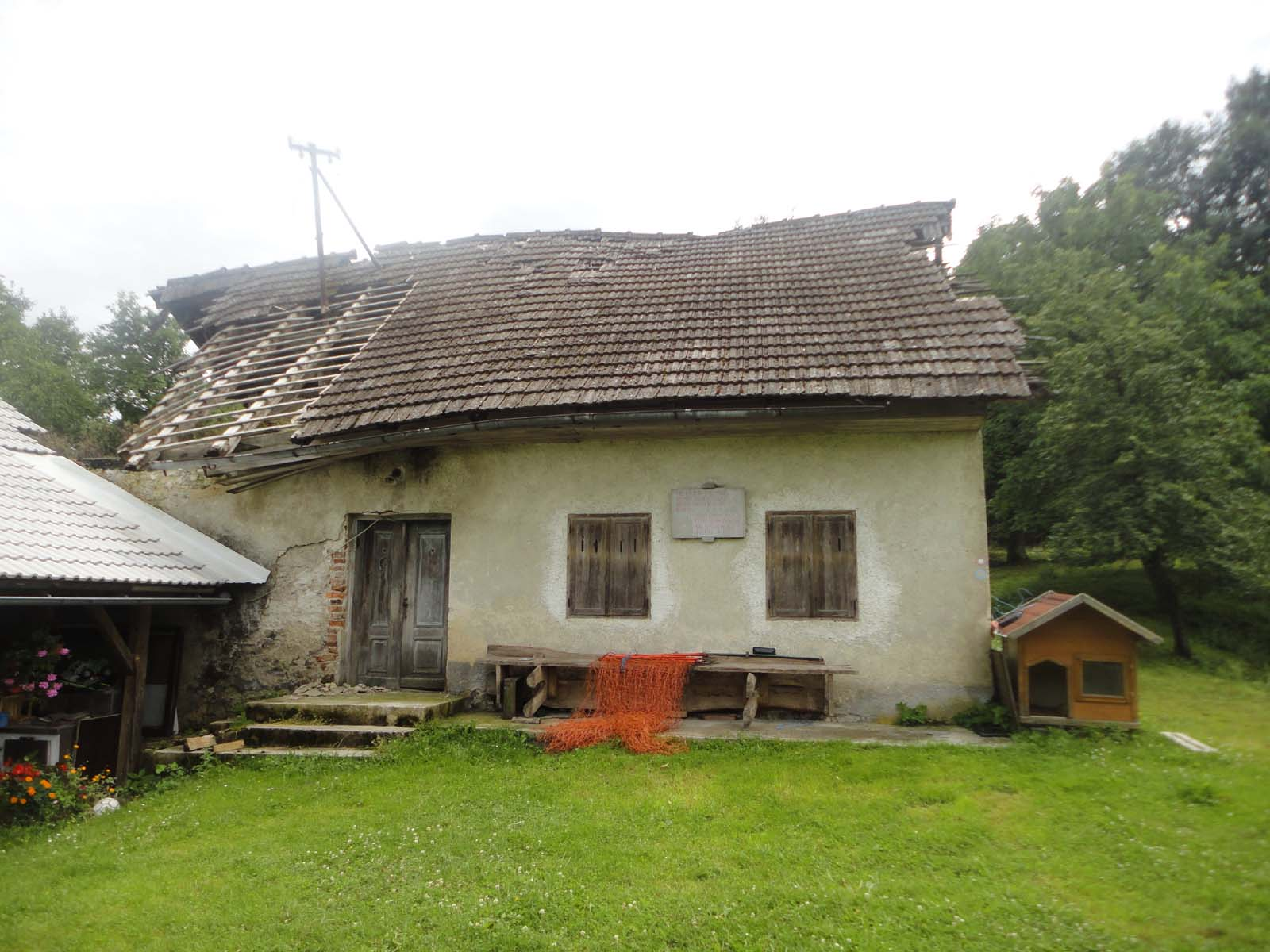
Ehemaliger Verwaltungssitz des Partisanenkrankenhauses in Komarna vas

Komarna vas (deutsch: Obertappelwerch, auch Muckendorf – gottscheerisch: Muckndoarf) ist der Name eines verlassenen Gottscheer-Dorfes im Kočevski Rog (Hornwald) in der Gemeinde Semič in Slowenien. Das Gebiet ist Teil der historischen Region Unterkrain. Die Gemeinde gehört heute zur statistischen Region Südostslowenien. 
Vom ehemaligen Ort existieren noch wenige Ruinen, insbesondere die der örtlichen Marienkirche.

## Geschichte
Muckendorf/Obertappelwerch soll bereits vor der Kolonisierung des Hornwaldes durch die Gottscheer Deutschen im 14. Jahrhundert existiert haben. Nach den Volkszählungen von 1880 bis 1910 hatte das Dorf in dieser Zeit nur deutschsprachige Bewohner. Durch die Umsiedlung der Gottscheer verließen 1941 alle 96 Einwohner den Ort. Die Kirche brannte im Mai 1942 durch einen Unfall aus; die Ruine wurde 1995 gesichert. Die Häuser des Dorfs wurden im Juli 1942 bis auf eines von italienischen Soldaten angezündet. Dort war von Dezember 1943 bis April 1945 die Verwaltung des Slowenischen Zentralen Partisanenkrankenhauses (Slovenska centralna vojno-partizanska bolnišnica – SCVPB) untergebracht. Nach Kriegsende wurde das Dorf nicht mehr aufgebaut. Die Hausruinen wurden als Baumaterial genutzt.